# Ficción mítica
La ficción mítica es literatura que tiene sus raíces, está inspirada o de alguna manera se basa en los tropos, temas y simbolismos del mito, la leyenda, el folclore y los cuentos de hadas. El término se le atribuye generalmente a Charles de Lint y Terri Windling. La ficción mítica se superpone con la fantasía urbana y los términos a veces se utilizan indistintamente, pero la ficción mítica incluye también obras contemporáneas en escenarios no urbanos. La ficción mítica se refiere a obras de literatura contemporánea que a menudo cruzan la línea divisoria entre ficción literaria y ficción fantástica.
Windling promovió la ficción mítica como coeditora (junto con Ellen Datlow) por dieciséis años de los volúmenes anuales de Mejor Fantasía y Horror del Año (antologías publicadas por el editorial St. Martin's Press), y como editora del Journal of Mythic Arts publicado por Endicott Studio.
Aunque la ficción mítica puede basarse libremente en la mitología, con frecuencia utiliza arquetipos de personajes mitológicos familiares (como los tricksters o los dioses del trueno). Esto contrasta con las mitopoeias, como las obras de J. R. R. Tolkien, que inventan sus propias leyendas y folclore o construyen panteones de dioses completamente nuevos.

## Subgéneros
- Mitología africana. Hogar de un gran número de culturas, naciones, religiones e idiomas, la mitología africana es muy diversa. A pesar de que no hay un solo conjunto de mitos o leyendas que unan al continente, las diferentes culturas y grupos comparten similitudes, como la Deidad Leza, que existe entre los bantúes así como entre los pueblos de las regiones central y meridional de África.
- Mitología asiática
- Folklores y cuentos de hadas
- Mitología griega
- Leyendas medievales
- Folklore nativo americano
- Mitología nórdica
- Mitología romana

## Autores notables
- Angela Carter: Más conocida por su colección de cuentos conocidos como 'La cámara sangrienta', Angela Carter es una destacada reescritora de cuentos de hadas de Europa occidental, presentándolos con diversas luces nuevas, llevándolos predominantemente al gótico.
- Gao Xinghian
- Madeline Miller - Madeline Miller escribió 'La canción de Aquiles' que reescribe la guerra de Troya con un romance homosexual.
- Mia Yun
- John Crowley[3]
- Rick Riordan: Conocido por su serie Percy Jackson y los dioses del Olimpo y Los héroes del Olympo, los libros de Riordan son algunos de los más populares del género, gracias a que cruzan múltiples mitologías.
- Susanna Clarke
- Zora Neale Hurston: Publicó una colección de folclore negro sureño llamada 'Mules & Men', así como un estudio ficticio de las prácticas del vudú caribeño llamado 'Tell my Horse'.
- Neil Gaiman. Especialmente por sus guiones para el cómic The Sandman, que recoge arquetipos mitológicos de muy diversas culturas.